# Liste des distinctions attribuées par le ministère de l'Intérieur de la fédération de Russie
Connu internationalement sous l’appellation de « MVD », le ministère de l'Intérieur de la fédération de Russie englobe toutes les forces de milices (police), les troupes de l'intérieur et le Service national de migration. Il a son propre système de récompenses ministérielles subordonnées aux récompenses d'État. Toutes les décorations et médailles mentionnées ici-bas furent approuvées par arrêté du ministre de l'Intérieur. Les numéros et dates de ces arrêtés ministériels apparaissent dans cet article aux fins de références rapides dans le but de faciliter toute recherche supplémentaire. Les décorations et médailles avec plus d’un numéro d’arrêté signifient des amendements ultérieurs aux critères.

## Ministère de l’Intérieur

### Médailles
| Avers | Nom (français/russe) | Arrêté ministériel                    | Date                                                                   | Critères d’attribution |
| ----- | --- | ------------------------------------- | ---------------------------------------------------------------------- | --- |
|       | Médaille « Pour valeur en service » Медаль «За Доблесть В Службе»                                                                              | № 50 - № 989 - № 602 - № 220          | 24-01-2001 --- 31-10-2012 --- 06-08-2013 --- 20-04-2017                | Décernée aux employés du ministère de l'Intérieur de la fédération de Russie pour une excellente performance opérationnelle de fonctions ; pour un travail actif dans la protection de l'ordre public et la lutte contre la criminalité ; pour courage, dévouement et des réalisations pendant le service. |
|       | Médaille « I.D. Poutiline » Медаль «И.Д. Путилина»                                                                                             | № 220                                 | 20-04-2017                                                             | Décernée aux employés des organes de l'Intérieur pour services spéciaux dans l'organisation et la mise en œuvre d'activités opérationnelles et d'investigations, pour une contribution significative à la lutte contre la criminalité et la détection des crimes, pour un soutien scientifique et technique et la formation de personnel qualifié pour les divisions opérationnelles des organes des affaires intérieures. |
|       | Médaille « Pour le désamorçage d’explosifs » Медаль «За разминирование»                                                                        | № 466 - № 989 - № 602 - № 220         | 11-06-2005 --- 31-10-2012 --- 06-08-2013 --- 20-04-2017                | Décernée pour dévouement, bravoure et courage dans la détection et la neutralisation (destruction) de dispositifs explosifs au sol ; pour l'organisation et la gestion d’activités visant à détecter et à neutraliser des engins explosifs au sol. Dans certains cas, peut être décernée aux citoyens pour assistance aux employés du ministère de l'Intérieur de la fédération de Russie ou des forces militaires de l'Intérieur dans l'exercice de leurs tâches dans la détection et la neutralisation d’engins explosifs au sol. |
|       | Médaille « Pour courage durant un sauvetage » Медаль «За смелость во имя спасения»                                                             | № 989 - № 220                         | 31-10-2012 --- 20-04-2017                                              | Décernée aux policiers et aux soldats des troupes de l'intérieur de la Russie, aux fonctionnaires fédéraux et aux employés du ministère de l'Intérieur de la Russie pour courage et dévouement dans le sauvetage de personnes lors de catastrophes naturelles, sur l'eau, sous terre, dans le combat contre les incendies ou dans d'autres circonstances. |
|       | Médaille « Pour mérites lors de circonstances spéciales » Медаль «За заслуги в службе в особых условиях»                                       | № 989 - № 220                         | 31-10-2012 --- 20-04-2017                                              | Décernée aux employés du ministère de l'Intérieur de la fédération de Russie, aux militaires des troupes de l'intérieur de la Russie, aux fonctionnaires fédéraux, aux employés du ministère de l'Intérieur de la Russie qui ont déjà reçu la décoration "pour service distingué dans des circonstances spéciales", pour des performances élevées en service et diligence dans l'exécution de tâches pendant une période de loi martiale, d’état d'urgence, d’opérations anti-terroristes, dans le contexte d'un conflit armé, à la suite d'accidents, de catastrophes naturelles ou d'origine humaine et d'autres situations d'urgence. |
|       | Médaille « Pour coopération militaire » Медаль «За Боевое Содружество»                                                                         | № 50 - № 989 - № 602 - № 220          | 24-01-2001 --- 31-10-2012 --- 06-08-2013 --- 20-04-2017                | Décernée aux membres du ministère de l'Intérieur de la fédération de Russie et des forces militaires de l'Intérieur de la Russie pour services dans le renforcement de la fraternité des armes et la coopération militaire, et dans certains cas à d'autres citoyens de la fédération de Russie ou des citoyens étrangers pour aide dans l'accomplissement des tâches assignées au ministère. |
|       | Médaille « Pour valeur au travail » Медаль «За трудовую доблесть»                                                                              | № 989 - № 220                         | 31-10-2012 --- 20-04-2017                                              | Décernée aux fonctionnaires fédéraux et aux employés du ministère de l'Intérieur de la Russie pour de nombreuses années de travail fructueux, de hautes réalisations en fonctions, haute qualité de travail, pour la mise en œuvre réussie de tâches confiées aux organes des affaires internes ou des troupes de l'intérieur de la Russie, pour contribution à l’amélioration des activités confiées au ministère. |
|       | Médaille « Pour service impeccable dans le MVD » Медаль «За безупречную службу в МВД»                                                          | № 989 - № 220                         | 31-10-2012 --- 20-04-2017                                              | Décernée aux policiers et aux militaires des troupes de l'intérieur de la Russie, avec 20 ans de service ou plus avec des distinctions ministérielles du MVD de Russie attribuées antérieurement, pour un excellent service et une importante contribution au développement et à l'amélioration du ministère l'Intérieur de Russie. |
|       | Médaille « Pour le renforcement de la coopération policière internationale » Медаль «За укрепление международного полицейского сотрудничества» | № 220                                 | 20-04-2017                                                             | Décernée aux employés des organismes d'application de la loi, aux fonctionnaires fédéraux, aux employés du ministère des Affaires Intérieures de Russie et, dans certains cas, à d'autres personnes, pour contribution significative à renforcer et à développer la coopération avec les organismes d'application de la loi des États étrangers et les organisations internationales. |
|       | Médaille « Pour service distingué" de 1re classe Медаль «За Отличие В Службе» I степени                                                        | № 641 - № 140 - № 989 - № 602 - № 220 | 05-07-2002 --- 07-02-2007 --- 31-10-2012 --- 06-08-2013 --- 20-04-2017 | Décernée au personnel du ministère de l'Intérieur de la fédération de Russie pour 20 ans de bons services. |
|       | Médaille « Pour service distingué" de 2e classe Медаль «За Отличие В Службе» II степени                                                        | № 641 - № 140 - № 989 - № 602 - № 220 | 05-07-2002 --- 07-02-2007 --- 31-10-2012 --- 06-08-2013 --- 20-04-2017 | Décernée au personnel du ministère de l'Intérieur de la fédération de Russie pour 15 ans de bons services. |
|       | Médaille « Pour service distingué" de 3e classe Медаль «За Отличие В Службе» III степени                                                       | № 641 - № 140 - № 989 - № 602 - № 220 | 05-07-2002 --- 07-02-2007 --- 31-10-2012 --- 06-08-2013 --- 20-04-2017 | Décernée au personnel du ministère de l'Intérieur de la fédération de Russie pour 10 ans de bons services. |
|       | Médaille « Pour contribution au renforcement de l’autorité de la loi » Медаль «За вклад в укрепление правопорядка»                             | № 989 - № 220                         | 31-10-2012 --- 20-04-2017                                              | Décernée aux citoyens de la fédération de Russie et à d'autres personnes pour une contribution significative au renforcement de l'autorité de la loi, pour avoir amélioré les dispositions légales des organes des affaires intérieures, pour la formation de personnel qualifié pour les organes des affaires intérieures, pour aider les organes chargés de l'application de la loi de la fédération de Russie dans l'exercice de leurs fonctions. |
|       | Médaille du jubilé « 100 ans de coopération policière internationale » Юбилейная медаль «100 лет международному полицейскому сотрудничесву»    | № 150                                 | 14-03-2014                                                             | Décernée aux fonctionnaires fédéraux, aux employés du Bureau central national d'Interpol du MVD de la fédération de Russie, aux employés du ministère juridiques et des traités du MVD de la fédération de Russie, aux employés des départements territoriaux d’Interpol (divisions , groupes) du MVD de Russie de niveau régional, pour excellence et des réalisations de performance opérationnelle professionnelle élevées ; aux employés des organes policiers de la fédération de Russie, d'autres ministères et organismes gouvernementaux, ainsi qu’aux vétérans de la police, qui ont apporté une contribution significative au développement de la coopération policière internationale et la lutte contre la criminalité internationale ; aux citoyens russes et aux ressortissants étrangers pour une aide importante aux organismes d'application de la loi dans la lutte contre la criminalité internationale et le développement de la coopération policière internationale. |

### Décorations
| Avers | Nom (français/russe) | Arrêté ministériel            | Date                                                    | Critères d’attribution |
| ----- | --- | ----------------------------- | ------------------------------------------------------- | --- |
|       | « Prix du MVD de Russie dans les domaines de la littérature et de l'art, et de la science et de la technologie » «Премия МВД России в области литературы и искусства и в области науки и техники» | № 666 - № 1223                | 21-08-2003 --- 12-12-2011                               | Décerné aux officiers, aux fonctionnaires et aux employés des organes du ministère de l'Intérieur de la Russie et à d'autres citoyens de la fédération de Russie et aux ressortissants étrangers, pour une importante contribution dans l'assistance et le soutien aux organes du ministère de l'Intérieur de la Russie dans la lutte contre le crime, pour la promotion active et le renforcement du prestige du service dans les organismes du maintien de la loi ; pour une coopération active avec le ministère de l'Intérieur de la fédération de Russie dans le cadre de programmes internationaux de lutte contre la criminalité ; pour un travail scientifique des plus talentueux et un travail dans la littérature et les arts qui ont reçu une reconnaissance publique et apporté une contribution significative à la résolution des tâches confiées au ministère de l'Intérieur de la fédération de Russie. Peut être décerné individuellement ou dans le cadre d'organisations, d'associations ou de groupes artistiques. |
|       | Décoration « Membre honoré du MVD » Нагрудный знак «Почетный сотрудник МВД» | № 772 - № 989 - № 602 - № 220 | 07-11-1998 --- 31-10-2012 --- 06-08-2013 --- 20-04-2017 | Décernée aux officiers et sous-officiers des organes de l'Intérieur et aux militaires des troupes de l'intérieur qui ont servi dans le ministère de l'Intérieur de la Russie depuis au moins 10 ans, pour l’organisation efficace du travail et des indicateurs de performance élevés en service au sein d’organes des affaires intérieures, de formations et d’unités de Troupes internes, pour une performance exemplaire en service dans l'exécution de tâches militaires et pour initiative, courage et dévouement. |
|       | Décoration « Pour service distingué lors de circonstances spéciales » Нагрудный знак «За отличие в службе в особых условиях»                                                                      | № 989 - № 220                 | 31-10-2012 --- 20-04-2017                               | Décernée aux employés du ministère de l'Intérieur de la fédération de Russie, aux militaires des troupes de l'intérieur de la Russie, aux fonctionnaires fédéraux, aux employés du ministère de l'Intérieur de la Russie, pour de hautes performances en service et pour diligence dans l'exécution de tâches pendant une période de loi martiale, d’état d'urgence, d’une opération anti-terroriste, dans le contexte d'un conflit armé, à la suite d'accidents, de catastrophes naturelles ou d'origine humaine ou d'autres situations d'urgence. |
|       | Décoration « Pour excellent service au sein du MVD" de 1re classe Нагрудный знак «За отличную службу в МВД» I степени                                                                             | № 989 - № 220                 | 31-10-2012 --- 20-04-2017                               | Décernée aux employés du ministère de l’Intérieur de Russie avec au moins 10 ans de service continu dans l'un des organes du MVD et préalablement décerné la décoration de 2e classe, pour courage et abnégation démontrée dans la ligne du devoir, pour des résultats élevés dans la performance personnelle, pour nette amélioration des compétences professionnelles, pour le développement et l'introduction de nouvelles méthodes de travail pour améliorer l'efficacité des organes du MVD. |
|       | Décoration « Pour excellent service au sein du MVD" de 2e classe Нагрудный знак «За отличную службу в МВД» II степени                                                                             | № 989 - № 220                 | 31-10-2012 --- 20-04-2017                               | Décernée aux employés du ministère de l’Intérieur de Russie avec au moins 5 ans de service continu dans l'un des organes du MVD, pour courage et abnégation démontrée dans la ligne du devoir, pour des résultats élevés dans la performance personnelle, pour nette amélioration des compétences professionnelles, pour le développement et l'introduction de nouvelles méthodes de travail pour améliorer l'efficacité des organes du MVD. |
|       | Décoration « Excellent policier » Нагрудный знак «Отличник полиции» | № 989 - № 220                 | 31-10-2012 --- 20-04-2017                               | Décernée aux policiers de rang spécial, aux constables et aux officiers juniors des unités du maintien de la paix du ministère de l'Intérieur avec au moins deux ans de séniorité au sein de la police, pour l’atteinte de normes élevées de rendement. |
|       | Décoration « Pour la promotion du MVD » Нагрудный знак «За Содействие МВД» | № 633 - № 989 - № 602 - № 220 | 14-06-2000 --- 31-10-2012 --- 06-08-2013 --- 20-04-2017 | Décernée aux citoyens de Russie et d'autres pays amis pour l'aide à la mise en œuvre d’activités spécifiques du ministère de l'Intérieur de Russie. |
|       | Décoration « Participant aux opérations de combat » Нагрудный знак «Участник боевых действий» | № 333 - № 989 - № 602 - № 220 | 31-03-2000 --- 31-10-2012 --- 06-08-2013 --- 20-04-2017 | Décernée aux militaires et officiers des troupes de l'intérieur de la Russie, pour l'exécution fidèle de missions de combat et la lutte pour la primauté du droit, lutte contre la criminalité et le terrorisme, pour avoir mené des opérations antiterroristes dans la région du Caucase du Nord ; aux membres d’organes des affaires internes (d'application de la loi) et des forces de sécurité intérieure, à d'autres employés du MVD, pour prendre part à des activités de sécurité publique dans les zones de combat. |
|       | « Certificat d'honneur du ministère de l'Intérieur de la fédération de Russie » «Почётная грамота Министерства внутренних дел Российской Федерации»                                               | № 77                          | 05-02-2014                                              | Décerné aux employés des organes de l’Intérieur de la fédération de Russie pour des taux de performance élevés lors de service opérationnel, d’initiative personnelle et exemplaire, courage et dévouement démontrés dans l'exercice des fonctions officielles, pour service impeccable dans les organes des affaires intérieures ; aux fonctionnaires fédéraux, aux employés du ministère de l'Intérieur de Russie pour service (travail) long et irréprochable, pour l'exécution exemplaire des fonctions officielles , pour la qualité supérieurs du travail ; à d'autres personnes non précédemment mentionnés dans le présent règlement, pour une assistance active aux organes des affaires intérieures dans l'exercice de leurs performances opérationnelles et les missions de combat, la formation du personnel et le rehaussement du prestige des organes chargés des affaires internes de Russie ; aux groupes et subdivisions de la gestion centrale du ministère de l'Intérieur de Russie, les organes territoriaux du ministère de l'Intérieur russe, les organisations éducatives, scientifiques, de la santé et les sanatoriums du système du ministère russe de l'Intérieur, les services départementaux du système logistique du ministère de l'Intérieur russe, le commandement régional des troupes internes du ministère russe de l'Intérieur, les établissements d'enseignement supérieur, les formations, les unités militaires, ainsi que d'autres organisations et unités établies pour accomplir des tâches et exercer l'autorité confiée au ministère de l'Intérieur de la Russie, pour une haute performance dans le service opérationnel, la production et les activités économiques, la formation et l'éducation du personnel ; aux groupes d'organisations et institutions non précédemment mentionnés dans le présent règlement, pour leur aide et assistance aux organes des affaires dans le maintien de la loi et de l'ordre, la sécurité publique et la lutte contre la criminalité, ainsi que dans le travail de formation professionnelle et morale, culturelle et esthétique du personnel, augmentant le prestige des organes des affaires internes de Russie. |
|       | "Certificat de gratitude du Ministre (Sous Ministre) de l'Intérieur de la fédération de Russie" «Благодарность Министра (заместителей Министра) внутренних дел Российской Федерации»              | № 77                          | 05-02-2014                                              | Décerné aux employés du ministère de l'Intérieur de la fédération de Russie pour distinction en fonctions opérationnelles officielles et pour initiative personnelle dans l'exercice des fonctions officielles; aux fonctionnaires de l'État fédéral, aux employés du ministère des Affaires intérieures de Russie, pour une attitude consciencieuse envers les devoirs officiels; à d'autres personnes non spécifiées précédemment pour une assistance active aux organes des affaires intérieures de Russie dans l'exécution des opérations, pour l'éducation du personnel et le renforcement du prestige des organes des affaires intérieures de la Russie; aux unités des divisions de l'appareil central du ministère de l'Intérieur de Russie, des organes territoriaux du ministère de l'Intérieur de Russie, des organisations éducatives, scientifiques, médicales et sanitaires et spa du ministère de l'Intérieur de Russie, les départements de logistique de district du ministère de l'Intérieur de Russie, les formations, les unités militaires, ainsi que d'autres organisations et unités établies pour exécuter des tâches et exercer l'autorité confiée au ministère de l'Intérieur de Russie, pour une haute performance en production opérationnelle, pour des activités économiques, la formation et l'éducation du personnel; à des collectives, des organisations et des institutions non mentionnées précédemment pour leur soutien et assistance aux organes des affaires intérieures de la Russie pour assurer l'ordre et la sécurité publique dans la lutte contre la criminalité, ainsi que pour un travail dans l'éducation professionnelle, morale, culturelle et esthétique du personnel, pour l’augmentation du prestige des organes des affaires intérieures de la Russie. |

### Médailles et décorations abrogées
| Avers | Nom (français/russe) | Arrêté ministériel           | Date                                                     | Critères d’attribution |
| ----- | --- | ---------------------------- | -------------------------------------------------------- | --- |
|       | Médaille « Pour valeur militaire » Медаль «За Воинскую Доблесть»                                                                                          | № 50 - № 989 - № 602         | 24-01-2001 --- 31-10-2012 --- 06-08-2013                 | Décernée aux soldats des troupes de l'intérieur de la fédération de Russie pour d'excellentes performances en matière de formation ; pour distinction dans l'exercice de fonctions militaires ; pour mérite dans la protection de l'ordre public et la sécurité publique ; pour courage, dévouement et des réalisations élevées pendant le service militaire. Abrogée du système de récompenses du MVD par l'arrêté ministériel 602 d'août 2013, cette médaille n'est plus décernée. |
|       | Médaille « Pour mérites lors d’activités d’unités spéciales » Медаль «За заслуги в деятельности специальных подразделений»                                | № 623 - № 602                | 27-08-2010 --- 06-08-2013                                | Décernée aux policiers et aux soldats de troupes de l'intérieur de la fédération de Russie pour excellence professionnelle, pour courage et détermination, pour initiative et des mesures audacieuses et décisives affichées en service opérationnel et (ou) au combat lors d’activités dans des unités spéciales de la police ou des forces spéciales des troupes de l'intérieur de la fédération de Russie, dans les forces spéciales ou des unités de renseignement. Dans des cas exceptionnels, la médaille peut également être attribuée à d'autres citoyens pour aide et assistance aux unités spéciales du ministère de l'Intérieur. Abrogée du système de récompenses du MVD par l'arrêté ministériel 602 d'août 2013, cette médaille n'est plus décernée. |
|       | Médaille « Pour courage durant un incendie » Медаль «За Отвагу На Пожаре»                                                                                 | № 50 - № 602                 | 24-01-2001 --- 06-08-2013                                | Décernée aux employés du ministère de l'Intérieur, aux membres des forces militaires du ministère de l'Intérieur de la fédération de Russie, aux employés du Service des incendies d'État et, dans certains cas, à d'autres citoyens de la fédération de Russie pour courage et dévouement dans le combat contre les incendies, lors du sauvetage de personnes et la protection des biens d’autrui contre les incendies ; pour leadership dans les efforts de première ligne dans la lutte contre les incendies et le sauvetage de personnes ; pour courage, détermination et professionnalisme élevé démontré dans la prévention d'une explosion ou d’un incendie. Abrogée du système de récompenses du MVD par l'arrêté ministériel 602 d'août 2013, cette médaille n'est plus décernée. |
|       | Médaille « Pour mérites en aéronautique » Медаль «За Заслуги в Авиации»                                                                                   | № 970 - № 602                | 11-11-2008 --- 06-08-2013                                | L’arrêté ministériel fut identifié mais ne fut pas trouvé dans son intégralité pour traduction à cet article. Abrogée du système de récompenses du MVD par l'arrêté ministériel 602 d'août 2013, cette médaille n'est plus décernée. |
|       | Médaille « Pour mérites dans des activités de gestion" de 1re classe Медаль «За Заслуги в управленческой деятельности» I степени                          | № 355 - № 602                | 21-04-2008 --- 06-08-2013                                | Décernée aux employés du ministère, aux soldats et officiers des troupes de l'intérieur, avec au moins 15 années de service en gestion au sein du MVD, qui ont un mérite particulier dans le développement de l'ensemble du système de gestion de documents ministériels génériques, par des objectifs de nature conceptuelle, pour la gestion efficace de divisions au sein du ministère de l'Intérieur de la Russie dans la mise en œuvre d'un ensemble des fonctions de gestion. Abrogée du système de récompenses du MVD par l'arrêté ministériel 602 d'août 2013, cette médaille n'est plus décernée. |
|       | Médaille « Pour mérites dans des activités de gestion" de 2e classe Медаль «За Заслуги в управленческой деятельности» II степени                          | № 355 - № 602                | 21-04-2008 --- 06-08-2013                                | Décernée aux employés du ministère, aux soldats et officiers des troupes de l'intérieur, avec au moins 10 années de service en gestion au sein du MVD, qui ont apporté une contribution importante dans l'introduction et le développement de technologies nouvelles et émergentes en matière de gestion du ministère de l'Intérieur, dans établissant de technologies basées sur la science dans la lutte contre la criminalité face à de nouvelles menaces criminelles, dans la formation de concepts et dans la définition des réformes requises dans la police et les forces intérieures, dans le développement de mécanismes efficaces pour la mise en œuvre de formes et méthodes à mener à bien des tâches opérationnelles et de combat, dans l'amélioration de la gestion des unités subordonnées des organes des affaires intérieures et des troupes intérieures de la Russie. Abrogée du système de récompenses du MVD par l'arrêté ministériel 602 d'août 2013, cette médaille n'est plus décernée. |
|       | Médaille « Pour mérites dans des activités de gestion" de 3e classe Медаль «За Заслуги в управленческой деятельности» III степени                         | № 355 - № 602                | 21-04-2008 --- 06-08-2013                                | Décernée aux employés du ministère, aux soldats et officiers des troupes de l'intérieur, avec au moins cinq années de service en gestion au sein du MVD, qui se sont distingués dans l'introduction de nouvelles méthodes de gestion fondées sur la science pour les agences des affaires intérieures et les bureaux, pour la préparation d’ autres documents utilisés dans de lutte contre la criminalité, pour l'élaboration de documents de prévision et d'analyse socialement importantes, des problèmes de recherche complexes sur la criminalité et la lutte contre la criminalité, en élaborant les bases de la coopération inter institutions et d'autres documents qui définissent le format de la coopération multilatérale, pour optimiser les objectifs du système et les objectifs du ministère de l'Intérieur de la Russie sur l'échelle des grandes politiques publiques, à renforcer les fondements institutionnels et le prestige des unités internes en Russie, pour l'organisation efficace des travaux des organes et unités du ministère de l'Intérieur de la Russie, pour l'excellence professionnelle et des réalisations personnelles élevées. Abrogée du système de récompenses du MVD par l'arrêté ministériel 602 d'août 2013, cette médaille n'est plus décernée. |
|       | Médaille « 200 ans du ministère de l’Intérieur » Медаль «200 Лет Министерство Внутренних ДЕЛ»                                                             | № 542 - № 602                | 05-06-2002 --- 06-08-2013                                | Décernée aux militaires, aux civils, aux vétérans et aux retraités civils du ministère de l'Intérieur de la fédération de Russie qui ont servi impeccablement pendant 20 ans ou plus. Abrogée du système de récompenses du MVD par l'arrêté ministériel 602 d'août 2013, cette médaille n'est plus décernée. |
|       | Médaille « 70 ans des unités de la sécurité économique du MVD de Russie » Медаль «70 Лет подразделениям экономической безопасности МВД России»            | № 140 - № 602                | 07-02-2007 --- 06-08-2013                                | Décernée aux membres du personnel de la sécurité économique du ministère de l'Intérieur de la fédération de Russie pour des réalisations dans la performance et la gestion opérationnelle ; aux fonctionnaires et aux employés pour service irréprochable et / ou la promotion des unités de la sécurité économique ; aux citoyens de Russie et aux ressortissants étrangers qui fournissent une aide substantielle aux unités de la sécurité économique du MVD dans la mise en œuvre de leurs tâches. Abrogée du système de récompenses du MVD par l'arrêté ministériel 602 d'août 2013, cette médaille n'est plus décernée. |
|       | Médaille « 100 ans des Unités canines du MVD de Russie » Медаль «100 лет кинологическим подразделениям МВД России»                                        | № 347 - № 602                | 06-05-2009 --- 06-08-2013                                | Décernée aux soldats, officiers et aux employés civils des unités canines du ministère de l'Intérieur de la fédération de Russie et des unités canines militaires des troupes de l'intérieur de la Russie pour excellence professionnelle, pour réalisations de performances en service opérationnel ; aux vétérans et ex employés des services canins de l'Intérieur de la fédération de Russie, aux militaires des troupes de l'intérieur de la Russie qui ont apporté une contribution significative au développement des unités canines ; aux citoyens russes et aux ressortissants étrangers qui fournissent une aide substantielle aux unités canines dans l'exécution des tâches qui leur sont confiées. Abrogée du système de récompenses du MVD par l'arrêté ministériel 602 d'août 2013, cette médaille n'est plus décernée. |
|       | Médaille « 200 ans des Troupes de l’intérieur » Медаль «200 лет внутренним войскам МВД России»                                                            | № 679 - № 602                | 24-09-2010 --- 06-08-2013                                | Décernée aux soldats et aux membres du personnel civil des forces internes, ainsi qu’aux citoyens libérés du service militaire qui ont impeccablement servi dans (travaillé pour) les troupes de l'intérieur pendant 20 ans ou plus, ou qui reçoivent une pension d'invalidité (sans une longueur de service minimale fixe ) ou qui sont des vétérans de combat. Peut être attribuée à des citoyens russes et étrangers. Abrogée du système de récompenses du MVD par l'arrêté ministériel 602 d'août 2013, cette médaille n'est plus décernée. |
|       | Médaille « Pour la promotion des Troupes de l’intérieur » Медаль «За Содействие ВВ МВД»                                                                   | № 347 - № 157                | 06-05-2009 --- 05-04-2016                                | Décernée aux citoyens de la fédération de Russie et aux ressortissants étrangers qui font la promotion du travail effectué par les forces armées du ministère de l'Intérieur de Russie et pour assistance à acquitter les responsabilités et missions de combat confiées au service. Médaille abrogée à la suite de la dissolution des troupes de l'intérieur et de la création de la Garde nationale de Russie. |
|       | Décoration « Pour service loyal » Нагрудный знак «За верность долгу»                                                                                      | № 633 - № 602                | 14-06-2000 --- 06-08-2013                                | Décernée aux employés du ministère de l'Intérieur qui ont travaillé en permanence dans le même service pour au moins cinq ans: pour courage et dévouement dans l'exercice de fonctions ; pour la réalisation d’indicateurs de performance personnels élevés, pour l'amélioration des compétences professionnelles ; pour le développement et l'introduction de nouvelles méthodes de travail renforçant l'efficacité des organismes ministériels ; pour coopération active avec d'autres services de l'Intérieur qui contribue à renforcer la protection de l'ordre public et la lutte contre la criminalité. Abrogée du système de récompenses du MVD par l'arrêté ministériel 602 d'août 2013, cette médaille n'est plus décernée. |
|       | Décoration « Pour distinction" en sécurité non-départementale du MVD Нагрудный знак «За Отличие» вневедомственной охраны МВД                              | № 574 - № 602                | 02-08-1999 --- 06-08-2013                                | Décernée aux dirigeants et employés des unités de sécurité non départementales du ministère de l'Intérieur qui ont servi dans le ministère pendant au moins 15 ans, pour des normes opérationnelles et de gestion de performance élevées dans la protection des entreprises et de la propriété individuelle , dans la protection de l'ordre public, pour initiative personnelle et persévérance dans l'exercice de fonctions. Peut être aussi décernée aux employés d'autres entités du MVD, ainsi qu’aux citoyens pour une aide active dans le développement et l'amélioration de la sécurité non départementale, l'amélioration de la crédibilité et de l'image du service, pour dévouement et courage dans la lutte contre la criminalité, pour l'arrestation de criminels, ou qui ont apporté une grande contribution au développement du service. Abrogée du système de récompenses du MVD par l'arrêté ministériel 602 d'août 2013, cette médaille n'est plus décernée. |
|       | Décoration « Pour distinction en service dans le GAI" de 1re classe Нагрудный знак «За отличие в службе ГАИ» I степени                                    | № 50 - № 602                 | 25-01-1997 --- 06-08-2013                                | Décernée aux travailleurs de la Direction principale de la sécurité routière (GAI) qui ont servi dans le ministère pendant au moins 15 ans avec au moins cinq ans au sein du GAI, pour la réalisation d’indicateurs de performance élevés dans l'application de mesures préventives visant à réduire le nombre et la gravité des blessures sur la route, ou dans la répression des infractions à la sécurité routière. Peut également être décernée à titre honorifique aux représentants des autres ministères, services, entreprises, organisations et institutions pour leur participation active dans les activités susmentionnées. Abrogée du système de récompenses du MVD par l'arrêté ministériel 602 d'août 2013, cette médaille n'est plus décernée. |
|       | Décoration « Pour distinction en service dans le GAI" de 2e classe Нагрудный знак «За отличие в службе ГАИ» II степени                                    | № 50 - № 602                 | 25-01-1997 --- 06-08-2013                                | Décernée aux travailleurs de la Direction principale de la sécurité routière (GAI) qui ont servi dans le ministère pendant au moins 10 ans avec au moins cinq ans au sein du GAI, pour la réalisation d’indicateurs de performance élevés dans l'application de mesures préventives visant à réduire le nombre et la gravité des blessures sur la route, ou dans la répression des infractions à la sécurité routière. Peut également être décernée à titre honorifique aux représentants des autres ministères, services, entreprises, organisations et institutions pour leur participation active dans les activités susmentionnées. Abrogée du système de récompenses du MVD par l'arrêté ministériel 602 d'août 2013, cette médaille n'est plus décernée. |
|       | Décoration « Employé exemplaire de la police criminelle » Нагрудный знак «Лучший сотрудник криминальной милиции»                                          | № 633 - № 602                | 14-06-2000 --- 06-08-2013                                | Décernée après au moins cinq ans de service dans la police criminelle pour courage et dévouement lors de l'exercice de leurs fonctions ; pour l’atteinte de normes personnelles élevées, pour l'amélioration des compétences professionnelles dans la prévention et la résolution des crimes ou la capture de criminels recherchés ; pour le développement et l'introduction de nouvelles techniques de lutte contre la criminalité, l'amélioration de l'efficacité du service de la police criminelle, d'initiative et de débrouillardise ; pour coopération active avec d'autres services du ministère de l'Intérieur qui contribue à renforcer la protection de l'ordre public et la lutte contre la criminalité. Abrogée du système de récompenses du MVD par l'arrêté ministériel 602 d'août 2013, cette médaille n'est plus décernée. |
|       | Décoration « Inspecteur de police de district exemplaire » Нагрудный знак «Лучший участковый инспектор милиции»                                           | № 633 - № 602                | 14-06-2000 --- 06-08-2013                                | Décernée aux inspecteurs de police de district et aux inspecteurs principaux de postes de police qui ont atteint les meilleurs résultats dans l'exercice de leurs fonctions et ont occupé leurs positions pendant au moins cinq ans. Abrogée du système de récompenses du MVD par l'arrêté ministériel 602 d'août 2013, cette médaille n'est plus décernée. |
|       | Décoration « Employé exemplaire du Service de garde-patrouille de la milice » Нагрудный знак «Лучший сотрудник патрульно-постовой службы милиции»         | № 633 - № 602                | 14-06-2000 --- 06-08-2013                                | Décernée aux membres des services de patrouille de police qui ont travaillé en permanence dans le service de patrouille pour au moins cinq ans: pour des réalisations personnelles élevées en performance opérationnelle, pour l'amélioration des compétences professionnelles dans la prévention, la détection et la résolution de crimes et l'arrestation de criminels recherchés ; pour le développement et l'introduction de nouvelles méthodes de travail améliorant l'efficacité du service de patrouille, initiative et débrouillardise ; pour coopération active avec d'autres organismes du MVD contribuant à l'amélioration de l'ordre public et au renforcement de la lutte contre la criminalité. Abrogée du système de récompenses du MVD par l'arrêté ministériel 602 d'août 2013, cette médaille n'est plus décernée. |
|       | Décoration « Employé exemplaire en prevention d’incendie » Нагрудный знак «Лучший работник пожарной охраны»                                               | № 633 - № 602                | 14-06-2000 --- 06-08-2013                                | Décernée aux membres du service d'incendie d'État, des services militaires, des services d'incendie et de prévention des incendies d'autres ministères, des départements et des organisations, aux membres d'unités de pompiers volontaires, qui ont servi à ce titre pendant au moins cinq ans: pour dévouement et un travail exemplaire dans la lutte contre les incendies, lors d’un accident et au secours en cas de catastrophes naturelles, de sauvetages, dans la protection des biens publics et privés du feu ; pour un travail actif et fructueux dans la promotion de la sécurité contre les incendies ; pour excellence dans la conception et la mise en œuvre des équipements et techniques de pointe de lutte contre les incendies ; pour l'assistance active dans les activités du Service des incendies d’État. Abrogée du système de récompenses du MVD par l'arrêté ministériel 602 d'août 2013, cette médaille n'est plus décernée. |
|       | Décoration « Inspecteur exemplaire de la division juvénile » Нагрудный знак «Лучший инспектор по делам несовершеннолетних»                                | № 633 - № 602                | 14-06-2000 --- 06-08-2013                                | Décernée aux membres du personnel de la division juvénile et d’institutions d'isolement temporaire pour jeunes délinquants qui ont atteint les meilleurs résultats dans l'exercice de leurs fonctions et ont travaillé dans leurs positions pendant au moins cinq ans. Abrogée du système de récompenses du MVD par l'arrêté ministériel 602 d'août 2013, cette médaille n'est plus décernée. |
|       | Décoration « Employé exemplaire des unités spéciales de la milice » Нагрудный знак «Лучший сотрудник специальных подразделений милиции»                   | № 633 - № 602                | 14-06-2000 --- 06-08-2013                                | Décernée aux membres d’unités spéciales de la police qui ont atteint les meilleurs résultats dans l'exercice de leurs fonctions et travaillé dans les unités spéciales d'intervention pendant au moins cinq ans. Abrogée du système de récompenses du MVD par l'arrêté ministériel 602 d'août 2013, cette médaille n'est plus décernée. |
|       | Décoration « Enquêteur exemplaire » Нагрудный знак «Лучший следователь»                                                                                   | № 633 - № 602                | 14-06-2000 --- 06-08-2013                                | Décernée aux fonctionnaires en gestion des niveaux moyens, hauts et supérieurs des départements d'investigation du ministère qui ont été en poste pour un minimum de cinq années consécutives: pour courage et dévouement affiché lors du service ; pour la réalisation d’indicateurs de performance personnels élevés, pour l'amélioration des compétences professionnelles ; pour le développement et l'introduction de nouvelles méthodes de travail pour améliorer l'efficacité des départements d'investigation ; pour une coopération active avec d'autres organismes du MVD qui contribuent à la lutte contre la criminalité. Abrogée du système de récompenses du MVD par l'arrêté ministériel 602 d'août 2013, cette médaille n'est plus décernée. |
|       | Décoration « Détective exemplaire » Нагрудный знак «Лучший дознаватель»                                                                                   | № 633 - № 602                | 14-06-2000 --- 06-08-2013                                | Décernée aux fonctionnaires en gestion des niveaux moyens, hauts et supérieurs des départements d'investigation du ministère qui ont été en poste pour un minimum de cinq années consécutives: pour courage et dévouement affiché lors du service ; pour la réalisation d’indicateurs de performance personnels élevés, pour l'amélioration des compétences professionnelles ; pour le développement et l'introduction de nouvelles méthodes de travail pour améliorer l'efficacité des départements d'investigation ; pour une coopération active avec d'autres organismes du MVD qui contribuent à la lutte contre la criminalité. Abrogée du système de récompenses du MVD par l'arrêté ministériel 602 d'août 2013, cette médaille n'est plus décernée. |
|       | Décoration « Excellent militien » Нагрудный знак «Отличник милиции»                                                                                       | № 633 - № 989 - № 602        | 14-06-2000 --- 31-10-2012 --- 06-08-2013                 | Décernée aux policiers de rang spécial, aux constables et aux officiers juniors des unités du maintien de la paix du ministère de l'Intérieur avec au moins deux ans de séniorité au sein de la police, pour l’atteinte de normes élevées de rendement. Abrogée du système de récompenses du MVD par l'arrêté ministériel 602 d'août 2013, cette médaille n'est plus décernée. |
|       | Décoration « Excellent pompier » Нагрудный знак «Отличный пожарный»                                                                                       | № 633 - № 602                | 14-06-2000 --- 06-08-2013                                | Décernée à la piétaille, au personnel de commandement junior, aux employés du Service d’État des incendies, aux cadets et aux étudiants des établissements d'enseignement du MVD de Russie qui dispensent une formation pour le Service d’État des incendies, ainsi qu’aux employés de services des incendies d'autres ministères, des départements et des organisations, membres d'unités de pompiers volontaires, en position pour au moins trois ans, qui ont atteint des normes élevées en matière de prévention des incendies et de la lutte contre les incendies, pour avoir élevé leurs qualifications professionnelles, pour des mesures audacieuses et décisives démontrées dans l'exécution du service. Abrogée du système de récompenses du MVD par l'arrêté ministériel 602 d'août 2013, cette médaille n'est plus décernée. |
|       | Décoration « 200 ans du MVD de Russie » Нагрудный знак «200 лет МВД России»                                                                               | № 707 - № 602                | 25-07-2002 --- 06-08-2013                                | Décernée aux dirigeants et aux employés du ministère de l'Intérieur, au personnel militaire et civil des forces de sécurité de l’Intérieur et aux fonctionnaires fédéraux pour loyaux services indépendamment de la durée de service (travail) ; aux anciens employés des affaires intérieures ou vétérans des forces militaires internes qui ont servi impeccablement dans les organes des affaires intérieures ou dans les troupes de l'intérieur de Russie préalablement décorés de récompenses des institutions ou organes de la police judiciaire, du système correctionnel, du Service d’État des incendies, d’organismes fédéraux de la police fiscale, du service des douanes de la fédération de Russie et d'autres organismes fédéraux dotés de pouvoirs exécutifs qui possèdent un service militaire ; aux citoyens qui ont fourni une assistance dans les tâches confiées au MVD de Russie. Abrogée du système de récompenses du MVD par l'arrêté ministériel 602 d'août 2013, cette médaille n'est plus décernée. |
|       | Décoration « 200 ans des Troupes de l’intérieur de Russie » Нагрудный знак «200 лет внутренним войскам МВД России»                                        | № 680 - № 602                | 24-09-2010 --- 06-08-2013                                | Décernée au personnel militaire et civil des troupes de l'intérieur de Russie qui remplissent consciencieusement leurs devoirs et leurs responsabilités indépendamment de la durée du service. Aux citoyens russes et étrangers pour assistance aux forces internes dans l'exécution de leurs tâches et / ou des missions de combat, ainsi que pour la coopération internationale avec les troupes du ministère de l'Intérieur de Russie. Abrogée du système de récompenses du MVD par l'arrêté ministériel 602 d'août 2013, cette médaille n'est plus décernée. |
|       | Décoration « Pour distinction en service des Troupes de l’intérieur de Russie" de 1re classe Нагрудный знак «За отличие в службе ВВ МВД России» I степени | № 28 - № 989 - № 602 - № 157 | 27-01-1995 --- 31-10-20122 --- 06-08-2013 --- 05-04-2016 | Décernée aux soldats du ministère de l'Intérieur de Russie pour initiative, diligence et distinction affichée dans l'exercice de fonctions officielles. Décoration abrogée à la suite de la dissolution des troupes de l'intérieur et de la création de la Garde nationale de Russie. |
|       | Décoration « Pour distinction en service des Troupes de l’intérieur de Russie" de 2e classe Нагрудный знак «За отличие в службе ВВ МВД России» II степени | № 28 - № 989 - № 602 - № 157 | 27-01-1995 --- 31-10-20122 --- 06-08-2013 --- 05-04-2016 | Décernée aux soldats du ministère de l'Intérieur de Russie pour initiative, diligence et distinction affichée dans l'exercice de fonctions officielles. Décoration abrogée à la suite de la dissolution des troupes de l'intérieur et de la création de la Garde nationale de Russie. |

### Médailles commémoratives, publiques et de vétérans
| Avers | Nom (français/russe) | Arrêté ministériel | Date       | Critères d’attribution |
| ----- | --- | ------------------ | ---------- | --- |
|       | Médaille « 70 ans de la Division du contrôle de la circulation de la Direction principale de la sécurité routière » Медаль «70 Лет ОРУД-ГАИ-ГИБДД»                                 | № ?                | 2006       | Bien que l’existence de la décoration fut confirmée, l’arrêté ministériel demeure introuvable et n’est possiblement pas encore publié. |
|       | Médaille « 50 ans du department 6 du MVD de Russie » Медаль «50 лет шестое УВД МВД России»                                                                                         | № ?                | 2007       | Bien que l’existence de la décoration fut confirmée, l’arrêté ministériel demeure introuvable et n’est possiblement pas encore publié. |
|       | Médaille « 90 ans de la Milice de Russie » Медаль «90 Лет Милиция России» | № ?                | 2007       | Bien que l’existence de la décoration fut confirmée, l’arrêté ministériel demeure introuvable et n’est possiblement pas encore publié. |
|       | Médaille « 15 ans de l’Unité spéciale d’intervention rapide "LYNX" » Медаль «15 Лет СОБР-ОМСН РЫСЬ»                                                                                | № ?                | 2007       | Bien que l’existence de la décoration fut confirmée, l’arrêté ministériel demeure introuvable et n’est possiblement pas encore publié. |
|       | Médaille « 90 ans du Bureau des ressources humaines du MVD de Russie » Медаль «90 Лет кадровой службе МВД России»                                                                  | № ?                | 2008       | Bien que l’existence de la décoration fut confirmée, l’arrêté ministériel demeure introuvable et n’est possiblement pas encore publié. |
|       | Médaille « 90 ans d’investigations criminelles » Медаль «90 Лет Уголовному Розыску»                                                                                                | № ?                | ?          | Bien que l’existence de la décoration fut confirmée, l’arrêté ministériel demeure introuvable et n’est possiblement pas encore publié. |
|       | Médaille « 90 ans des unités de quartiers-généraux du MVD » Медаль «90 Лет Штабным Подразделениям МВД»                                                                             | № ?                | ?          | Bien que l’existence de la décoration fut confirmée, l’arrêté ministériel demeure introuvable et n’est possiblement pas encore publié. |
|       | Médaille « 100 ans des records d'empreintes digitales en Russie » Медаль «100 Лет Дактилоскопическому Учету В России»                                                              | № ?                | ?          | Bien que l’existence de la décoration fut confirmée, l’arrêté ministériel demeure introuvable et n’est possiblement pas encore publié. |
|       | Médaille « 90 ans du Service de l’information » Медаль «90 Лет информационная служба»                                                                                              | № ?                | 2008       | Bien que l’existence de la décoration fut confirmée, l’arrêté ministériel demeure introuvable et n’est possiblement pas encore publié. |
|       | Médaille « 85 ans de ODON des Troupes de l’intérieur de Russie » Медаль «85 лет ОДОН ВВ МВД России»                                                                                | № ?                | 2009       | Bien que l’existence de la décoration fut confirmée, l’arrêté ministériel demeure introuvable et n’est possiblement pas encore publié. |
|       | Médaille « 40 ans des Unités émettrices de permis et licences de travail » Медаль «40 лет подразделениям лицензионно-разрешительной работы»                                        | № ?                | 2009       | Bien que l’existence de la décoration fut confirmée, l’arrêté ministériel demeure introuvable et n’est possiblement pas encore publié. |
|       | Médaille « 70 ans des stations de dégrisement du MVD » Медаль «70 лет медвытрезвители МВД»                                                                                         | № ?                | 2010       | Bien que l’existence de la décoration fut confirmée, l’arrêté ministériel demeure introuvable et n’est possiblement pas encore publié. |
|       | Médaille commémorative « Pour mérites dans la lutte contre le crime organisé et le terrorisme » Памятная медаль «За заслуги в борьбе с организованной преступностью и терроризмом» | № ?                | 10-09-2013 | Médaille de l'Association des vétérans du MVD décernée aux membres du personnel et aux vétérans des départements et unités chargés de la lutte contre le crime organisé et le terrorisme et des départements et des unités chargés de lutter contre l'extrémisme des organes du ministère de l'Intérieur de la fédération de Russie, pour des réalisations dans les activités de services opérationnel. Peut également être décernée aux citoyens de la fédération de Russie ainsi qu'aux ressortissants étrangers pour une aide importante aux organes du ministère de l'Intérieur de la fédération de Russie dans la lutte contre le crime organisé, le terrorisme, l'extrémisme et les tâches qui leur sont assignées. |
|       | Médaille « 80 ans des escouades juvéniles du MVD de Russie » Медаль «80 лет служба ПДН МВД России»                                                                                 | № ?                | 31-05-2015 | 1935-2015 |

### Médailles et décorations regionales
| Avers | Nom (français/russe) | Arrêté ministériel | Date | Critères d’attribution |
| ----- | --- | ------------------ | ---- | --- |
|       | Médaille « Pour mérites dans des activités financières et économiques » Медаль «За Заслуги в финансово-экономической деятельности»                                              | № ?                | ?    | Bien que l’existence de la décoration fut confirmée, l’arrêté ministériel demeure introuvable et n’est possiblement pas encore publié.                                                     |
|       | Médaille « Vétéran du MVD » Медаль «Ветеран МВД» | № ?                | ?    | Bien que l’existence de la décoration fut confirmée, l’arrêté ministériel demeure introuvable et n’est possiblement pas encore publié.                                                     |
|       | Médaille « 90 ans du département des enquêtes criminelles de Moscou » Медаль «90 Лет Московскому Уголовному Розыску»                                                            | № ?                | 2008 | Bien que l’existence de la décoration fut confirmée, l’arrêté ministériel demeure introuvable et n’est possiblement pas encore publié.                                                     |
|       | Médaille « Pour excellence en enquête criminelle du district de Saint Petersbourg et Léningrad » Медаль «За Отличие ГУВД Санкт-Петербурга И Ленинградской Области»              | № ?                | ?    | Bien que l’existence de la décoration fut confirmée, l’arrêté ministériel demeure introuvable et n’est possiblement pas encore publié.                                                     |
|       | Médaille « 45 ans d’enquêtes criminelles dans le district nord-ouest (Saint Petersbourg et Léningrad) » Медаль «45 лет следственное управление при северо-западном УВДТ МВД РФ» | № ?                | 2008 | Bien que l’existence de la décoration fut confirmée, l’arrêté ministériel demeure introuvable et n’est possiblement pas encore publié.                                                     |
|       | Médaille « 90 ans du département des enquêtes criminelles de la région de Moscou » Медаль ««90 лет уголовного следственное управление Московской области"»                      | № ?                | 2008 | Bien que l’existence de la décoration fut confirmée, l’arrêté ministériel demeure introuvable et n’est possiblement pas encore publié.                                                     |
|       | Médaille « 80 ans du département du transport de l’Intérieur du nord-ouest » Медаль «80 Лет Северо-Западному УВД На Транспорте»                                                 | № ?                | ?    | Bien que l’existence de la décoration fut confirmée, l’arrêté ministériel demeure introuvable et n’est possiblement pas encore publié.                                                     |
|       | Médaille « 90 ans d’enquêtes criminelles dans la région de Sverdlovsk » Медаль «90 лет Уголовный Розыск Свердловская область»                                                   | № ?                | 2008 | Bien que l’existence de la décoration fut confirmée, l’arrêté ministériel demeure introuvable et n’est possiblement pas encore publié.                                                     |
|       | Médaille « 70 ans du département de l'Intérieur sur les crimes économiques du district autonome des Khantys-Mansis » Медаль «70 лет УБЭП УВД по ХМАО-Югра»                      | № ?                | ?    | Bien que l’existence de la décoration fut confirmée, l’arrêté ministériel demeure introuvable et n’est possiblement pas encore publié.                                                     |
|       | Décoration « Membre honoré de OVDRO » Нагрудный знак «Почетный Сотрудник ОВДРО»                                                                                                 | № ?                | ?    | Décoration du Département de l'application de la loi dans les zones réglementées et des sites sensibles (OVERO). Décret d'établissement pas encore trouvé, possiblement pas encore publié. |

## Service fédéral de migration
| Avers | Nom (français/russe)                                                                                         | Arrêté ministériel | Date       | Critères d’attribution |
| ----- | --- | ------------------ | ---------- | --- |
|       | Décoration « Pour mérites » Нагрудный Знак «За Заслуги»                                                      | ?                  | № ?        | Bien que l’existence de la décoration fut confirmée, l’arrêté ministériel demeure introuvable et n’est possiblement pas encore publié. |
|       | Médaille « Pour service" de 1re classe Медаль «За службу» I степени                                          | № 455              | 12-12-2007 | Décernée aux officiers de police affectés au Service fédéral de migration de Russie, aux fonctionnaires et employés du Service fédéral de migration de Russie, pour bons et loyaux services (travail) pendant le service civil fédéral continue d'au moins 15 ans. |
|       | Médaille « Pour service" de 2e classe Медаль «За службу» II степени                                          | № 455              | 12-12-2007 | Décernée aux officiers de police affectés au Service fédéral de migration de Russie, aux fonctionnaires et employés du Service fédéral de migration de Russie, pour bons et loyaux services (travail) pendant le service civil fédéral continue d'au moins 10 ans. |
|       | Médaille « Pour diligence » Медаль «За усердие»                                                              | № 456              | 12-12-2007 | Décernée aux officiers des différents organes du MVD affectés aux FMS de Russie et aux fonctionnaires du Service fédéral de migration pour haut rendement au travail, pour réalisations dans le développement du FMS de Russie, pour la protection des droits et des intérêts des citoyens, initiative individuelle et innovation. |
|       | Médaille « Pour service loyal » Медаль «За добросовестную службу»                                            | № 104              | 10-05-2007 | Décernée aux agents de police affectés au Service fédéral de migration de Russie, pour haute performance dans leur travail, initiative personnelle, dévouement exemplaire et service impeccable ; aux fonctionnaires du Service fédéral de migration de Russie, pour l'exécution fidèle de leurs fonctions, de l'innovation et un service impeccable. |
|       | Médaille « Pour mérite » Медаль «За заслуги»                                                                 | № 104              | 10-05-2007 | Décernée aux travailleurs d’associations, organisations, entreprises et institutions d'État, publiques, religieuses et autres groupes et syndicats, pour leur soutien actif et assistance au Service fédéral de migration, pour le développement, les compétences, l'éducation morale et culturelle des agents de police affectés à la FMS de Russie, aux fonctionnaires et aux employés du Service fédéral de migration de Russie, pour avoir élevé le prestige du Service fédéral de migration de Russie dans la communauté ; à d'autres personnes qui fournissent une assistance aux FMS de Russie dans la résolution de ses tâches. |
|       | Médaille « Pour mérite spécial" for the Sverdlovsk Region Медаль «За особые заслуги» по Свердловской области | ?                  | № ?        | Bien que l’existence de la décoration fut confirmée, l’arrêté ministériel demeure introuvable et n’est possiblement pas encore publié. |

## Emblèmes du ministère de l’Intérieur
| Département                                          | Emblème | Département                                 | Emblème |
| Ministère de l’Intérieur Министерство внутренних дел |         | Troupes de l’intérieur внутренними войсками |         |

## Source
- (en) Cet article est partiellement ou en totalité issu de l’article de Wikipédia en anglais intitulé « Awards of the Ministry of Internal Affairs of Russia » (voir la liste des auteurs).